# Miroslav Havel
Miroslav Havel, pseudonimo di Miroslav Kostal, (Teplice, 7 novembre 1881 – Praga, 8 luglio 1958), è stato un compositore di scacchi cecoslovacco.
Tra i maggiori rappresentanti della Scuola boema di composizione, compose circa 1.500 problemi, la maggior parte diretti in tre e più mosse e aiutomatti, di cui 65 ottennero il primo premio, e una sessantina di studi, di cui nove vinsero il primo premio.
Giudice internazionale della composizione dall'istituzione del titolo (1956). Collaborò a varie riviste nazionali e scrisse diversi libri, tra cui Ceské granáty v miniature, vol. I (Praga, 1936) e Ceské granáti v miniature, vol. II (Praga, 1943), poi raccolti in un volume unico con il titolo Ceské granáty.
Gli fu attribuito il titolo ufficiale di « Guida della scuola ceca moderna per i problemi di scacchi ».
Di professione era un funzionario statale, segretario generale al Ministero delle Ferrovie della Cecoslovacchia.

## Uno studio di Miroslav Havel
|   | a | b | c | d | e | f | g | h |   |
| 8 | b8 donna del bianco · h4 pedone del nero · e2 pedone del nero · f2 donna del nero · f1 re del nero · h1 re del bianco | b8 donna del bianco · h4 pedone del nero · e2 pedone del nero · f2 donna del nero · f1 re del nero · h1 re del bianco | b8 donna del bianco · h4 pedone del nero · e2 pedone del nero · f2 donna del nero · f1 re del nero · h1 re del bianco | b8 donna del bianco · h4 pedone del nero · e2 pedone del nero · f2 donna del nero · f1 re del nero · h1 re del bianco | b8 donna del bianco · h4 pedone del nero · e2 pedone del nero · f2 donna del nero · f1 re del nero · h1 re del bianco | b8 donna del bianco · h4 pedone del nero · e2 pedone del nero · f2 donna del nero · f1 re del nero · h1 re del bianco | b8 donna del bianco · h4 pedone del nero · e2 pedone del nero · f2 donna del nero · f1 re del nero · h1 re del bianco | b8 donna del bianco · h4 pedone del nero · e2 pedone del nero · f2 donna del nero · f1 re del nero · h1 re del bianco | 8 |
| 7 | b8 donna del bianco · h4 pedone del nero · e2 pedone del nero · f2 donna del nero · f1 re del nero · h1 re del bianco | b8 donna del bianco · h4 pedone del nero · e2 pedone del nero · f2 donna del nero · f1 re del nero · h1 re del bianco | b8 donna del bianco · h4 pedone del nero · e2 pedone del nero · f2 donna del nero · f1 re del nero · h1 re del bianco | b8 donna del bianco · h4 pedone del nero · e2 pedone del nero · f2 donna del nero · f1 re del nero · h1 re del bianco | b8 donna del bianco · h4 pedone del nero · e2 pedone del nero · f2 donna del nero · f1 re del nero · h1 re del bianco | b8 donna del bianco · h4 pedone del nero · e2 pedone del nero · f2 donna del nero · f1 re del nero · h1 re del bianco | b8 donna del bianco · h4 pedone del nero · e2 pedone del nero · f2 donna del nero · f1 re del nero · h1 re del bianco | b8 donna del bianco · h4 pedone del nero · e2 pedone del nero · f2 donna del nero · f1 re del nero · h1 re del bianco | 7 |
| 6 | b8 donna del bianco · h4 pedone del nero · e2 pedone del nero · f2 donna del nero · f1 re del nero · h1 re del bianco | b8 donna del bianco · h4 pedone del nero · e2 pedone del nero · f2 donna del nero · f1 re del nero · h1 re del bianco | b8 donna del bianco · h4 pedone del nero · e2 pedone del nero · f2 donna del nero · f1 re del nero · h1 re del bianco | b8 donna del bianco · h4 pedone del nero · e2 pedone del nero · f2 donna del nero · f1 re del nero · h1 re del bianco | b8 donna del bianco · h4 pedone del nero · e2 pedone del nero · f2 donna del nero · f1 re del nero · h1 re del bianco | b8 donna del bianco · h4 pedone del nero · e2 pedone del nero · f2 donna del nero · f1 re del nero · h1 re del bianco | b8 donna del bianco · h4 pedone del nero · e2 pedone del nero · f2 donna del nero · f1 re del nero · h1 re del bianco | b8 donna del bianco · h4 pedone del nero · e2 pedone del nero · f2 donna del nero · f1 re del nero · h1 re del bianco | 6 |
| 5 | b8 donna del bianco · h4 pedone del nero · e2 pedone del nero · f2 donna del nero · f1 re del nero · h1 re del bianco | b8 donna del bianco · h4 pedone del nero · e2 pedone del nero · f2 donna del nero · f1 re del nero · h1 re del bianco | b8 donna del bianco · h4 pedone del nero · e2 pedone del nero · f2 donna del nero · f1 re del nero · h1 re del bianco | b8 donna del bianco · h4 pedone del nero · e2 pedone del nero · f2 donna del nero · f1 re del nero · h1 re del bianco | b8 donna del bianco · h4 pedone del nero · e2 pedone del nero · f2 donna del nero · f1 re del nero · h1 re del bianco | b8 donna del bianco · h4 pedone del nero · e2 pedone del nero · f2 donna del nero · f1 re del nero · h1 re del bianco | b8 donna del bianco · h4 pedone del nero · e2 pedone del nero · f2 donna del nero · f1 re del nero · h1 re del bianco | b8 donna del bianco · h4 pedone del nero · e2 pedone del nero · f2 donna del nero · f1 re del nero · h1 re del bianco | 5 |
| 4 | b8 donna del bianco · h4 pedone del nero · e2 pedone del nero · f2 donna del nero · f1 re del nero · h1 re del bianco | b8 donna del bianco · h4 pedone del nero · e2 pedone del nero · f2 donna del nero · f1 re del nero · h1 re del bianco | b8 donna del bianco · h4 pedone del nero · e2 pedone del nero · f2 donna del nero · f1 re del nero · h1 re del bianco | b8 donna del bianco · h4 pedone del nero · e2 pedone del nero · f2 donna del nero · f1 re del nero · h1 re del bianco | b8 donna del bianco · h4 pedone del nero · e2 pedone del nero · f2 donna del nero · f1 re del nero · h1 re del bianco | b8 donna del bianco · h4 pedone del nero · e2 pedone del nero · f2 donna del nero · f1 re del nero · h1 re del bianco | b8 donna del bianco · h4 pedone del nero · e2 pedone del nero · f2 donna del nero · f1 re del nero · h1 re del bianco | b8 donna del bianco · h4 pedone del nero · e2 pedone del nero · f2 donna del nero · f1 re del nero · h1 re del bianco | 4 |
| 3 | b8 donna del bianco · h4 pedone del nero · e2 pedone del nero · f2 donna del nero · f1 re del nero · h1 re del bianco | b8 donna del bianco · h4 pedone del nero · e2 pedone del nero · f2 donna del nero · f1 re del nero · h1 re del bianco | b8 donna del bianco · h4 pedone del nero · e2 pedone del nero · f2 donna del nero · f1 re del nero · h1 re del bianco | b8 donna del bianco · h4 pedone del nero · e2 pedone del nero · f2 donna del nero · f1 re del nero · h1 re del bianco | b8 donna del bianco · h4 pedone del nero · e2 pedone del nero · f2 donna del nero · f1 re del nero · h1 re del bianco | b8 donna del bianco · h4 pedone del nero · e2 pedone del nero · f2 donna del nero · f1 re del nero · h1 re del bianco | b8 donna del bianco · h4 pedone del nero · e2 pedone del nero · f2 donna del nero · f1 re del nero · h1 re del bianco | b8 donna del bianco · h4 pedone del nero · e2 pedone del nero · f2 donna del nero · f1 re del nero · h1 re del bianco | 3 |
| 2 | b8 donna del bianco · h4 pedone del nero · e2 pedone del nero · f2 donna del nero · f1 re del nero · h1 re del bianco | b8 donna del bianco · h4 pedone del nero · e2 pedone del nero · f2 donna del nero · f1 re del nero · h1 re del bianco | b8 donna del bianco · h4 pedone del nero · e2 pedone del nero · f2 donna del nero · f1 re del nero · h1 re del bianco | b8 donna del bianco · h4 pedone del nero · e2 pedone del nero · f2 donna del nero · f1 re del nero · h1 re del bianco | b8 donna del bianco · h4 pedone del nero · e2 pedone del nero · f2 donna del nero · f1 re del nero · h1 re del bianco | b8 donna del bianco · h4 pedone del nero · e2 pedone del nero · f2 donna del nero · f1 re del nero · h1 re del bianco | b8 donna del bianco · h4 pedone del nero · e2 pedone del nero · f2 donna del nero · f1 re del nero · h1 re del bianco | b8 donna del bianco · h4 pedone del nero · e2 pedone del nero · f2 donna del nero · f1 re del nero · h1 re del bianco | 2 |
| 1 | b8 donna del bianco · h4 pedone del nero · e2 pedone del nero · f2 donna del nero · f1 re del nero · h1 re del bianco | b8 donna del bianco · h4 pedone del nero · e2 pedone del nero · f2 donna del nero · f1 re del nero · h1 re del bianco | b8 donna del bianco · h4 pedone del nero · e2 pedone del nero · f2 donna del nero · f1 re del nero · h1 re del bianco | b8 donna del bianco · h4 pedone del nero · e2 pedone del nero · f2 donna del nero · f1 re del nero · h1 re del bianco | b8 donna del bianco · h4 pedone del nero · e2 pedone del nero · f2 donna del nero · f1 re del nero · h1 re del bianco | b8 donna del bianco · h4 pedone del nero · e2 pedone del nero · f2 donna del nero · f1 re del nero · h1 re del bianco | b8 donna del bianco · h4 pedone del nero · e2 pedone del nero · f2 donna del nero · f1 re del nero · h1 re del bianco | b8 donna del bianco · h4 pedone del nero · e2 pedone del nero · f2 donna del nero · f1 re del nero · h1 re del bianco | 1 |
|   | a | b | c | d | e | f | g | h |   |